# Casalzuigno
Casalzuigno (lombardul: Casàl Sciuìgn) település Olaszországban, Varese megyében. Lakosainak száma 1382 fő (2023. január 1.). Casalzuigno Azzio, Brenta, Castelveccana, Cuveglio, Cuvio, Duno és Porto Valtravaglia községekkel határos.

## Népesség
A település népességének változása:
| Lakosok száma | 1371 | 1353 | 1382 |
|               | 2017 | 2018 | 2023 |